# إدسون إتش. ديل
إدسون إتش. ديل هو سياسي أمريكي، ولد في 11 نوفمبر 1903 في ويسير في الولايات المتحدة، وتوفي في 22 أبريل 1967 في بويسي في الولايات المتحدة. نشط حزبياً في الحزب الجمهوري. وقد انتخب عضو مجلس ولاية أيداهو ‏.